# Yamaga
Yamaga (山鹿市 -shi) é uma cidade japonesa localizada na província de Kumamoto.
Em 2003 a cidade tinha uma população estimada em 32 495 habitantes e uma densidade populacional de 373,42 h/km². Tem uma área total de 87,02 km².
Recebeu o estatuto de cidade a 1 de Abril de 1954.